# مؤسسة التعليم البيئي
مؤسسة التعليم البيئي (بالإنجليزية: Foundation for Environmental Education) (FEE) هي منظمة غير حكومية وغير ربحية تعمل على تعزيز التنمية المستدامة من خلال التعليم البيئي. تنشط المؤسسة من خلال خمسة برامج؛ العلم الأزرق، والمدارس البيئية، صحفيون شباب من أجل البيئة (YRE)، والتعلم عن الغابات (LEAF)، ومنظمة المفتاح الأخضر الدولية. ولديها أعضاء في 77 دولة حول العالم.

## المنظمات الأعضاء
مؤسسة التعليم البيئي تعتبر منظمة دولية جامعة تضم منظمة وطنية عضو واحدة لكل دولة تمثل المؤسسة على المستوى الوطني ومسؤولة عن تنفيذ برامجها على المستوى الوطني. لدى المؤسسة منظمات أعضاء في 77 دولة حول العالم.
عند قبول منظمة وطنية كعضو في المؤسسة فإنها تصبح "عضو منتسب في FEE". في غضون 3 إلى 5 سنوات من عضوية المؤسسة، يجب أن تصبح المنظمة "عضوًا كاملاً في FEE" (مما يعني أنها نفذت بشكل كامل برنامجين من برامج FEE).
إلى جانب المنظمات الوطنية المنتسبة/العضوية الكاملة في اتحاد التعليم البيئي، يمكن أيضًا للمؤسسات/المنظمات الدولية أو المنظمات الوطنية الأخرى أن تصبح عضوًا منتسبًا في الاتحاد، علاوة على ذلك، لدى الاتحاد بعض الأفراد كأعضاء فخريين في الاتحاد.

## تاريخها
تأسست مؤسسة التعليم البيئي في عام 1981 تحت اسم مؤسسة التعليم البيئي في أوروبا (FEEE). ومع ذلك، في الذكرى العشرين لتأسيسها، التي عقدت في كوبنهاغن عام 2001، قررت المنظمة، بسبب الاهتمام المتزايد من خارج أوروبا، أن تصبح أكثر عالمية وأسقطت كلمة "أوروبا" من اسمها لتصبح مؤسسة التعليم البيئي (FEE).
أُطلق برنامج العلم الأزرق في عام 1985 في فرنسا. في عام 1987، قُدمت فكرة نظام الجوائز إلى FEE. وكان هذا العام أيضًا العام الأوروبي للبيئة الذي بدأه الاتحاد الأوروبي، لذلك أُطلق برنامج العلم الأزرق على المستوى الأوروبي (10 دول) بالشراكة بين مؤسسة البيئة الأوروبية والمفوضية الأوروبية.
في عام 1987، لم يكن هناك سوى خمس منظمات وطنية أعضاء في اتحاد التعليم البيئي (إيطاليا وإسبانيا وفرنسا وألمانيا والدنمارك). بعد إطلاق العلم الأزرق في ست دول أوروبية أخرى، بدأت مؤسسة FEE في مطالبة المنظمات كأعضاء في FEE من أجل تشغيل برنامج العلم الأزرق. في أواخر الثمانينات وبداية التسعينات، أُجريت تغييرات دستورية كبيرة على FEE.
وفي عام 1994، أطلقت المؤسسة برنامجي المدارس البيئية وصحفيون شباب من أجل البيئة باعتبارهما البرنامجين الثاني والثالث لمؤسسة التعليم البيئي.
بدأ برنامج التعلم عن الغابات (LEAF) في عام 2000 وبرنامج المفتاح الأخضر في عام 2003. لقد كانت بالفعل برامج موجودة على المستوى الوطني قبل ذلك، ولكنها نُفذت لسنوات كبرامج مؤسسة التعليم البيئي باستخدام لجان توجيهية خارجية.
في منتصف التسعينيات، حصل تعاون مع برنامج الأمم المتحدة للبيئة (UNEP) ومنظمة السياحة العالمية (UNWTO)، وأنتج دليل لإدارة المناطق الساحلية بطريقة العلم الأزرق. وبدعم إضافي من برنامج الأمم المتحدة للبيئة، عُقدت حلقات عمل في منطقة البحر الكاريبي وأفريقيا وآسيا. نما الاهتمام بسرعة في منطقة البحر الكاريبي وأظهر اهتمامًا قويًا للغاية من جنوب إفريقيا.
في عام 2003، وقعت مؤسسة التعليم البيئي "مذكرة تفاهم" مع برنامج الأمم المتحدة للبيئة والتي "تضفي الطابع الرسمي على علاقة طويلة الأمد بين برنامج الأمم المتحدة للبيئة ومؤسسة التعليم البيئي وتوفر إطارًا للتعاون طويل الأجل في المجالات ذات الاهتمام المشترك المتعلقة بالتعليم والتدريب والتوعية العامة". من أجل التنمية المستدامة على مستوى العالم". توفر مذكرة التفاهم هذه أساسًا متينًا لتعزيز العمل الذي تم تنفيذه بالفعل بالتعاون بين مؤسسة البيئة البيئية وبرنامج الأمم المتحدة للبيئة، لا سيما فيما يتعلق بإدخال برامج مؤسسة البيئة البيئية والأنشطة المرتبطة بها، لا سيما في البلدان النامية والبلدان التي تمر اقتصاداتها بمرحلة انتقالية.
وُقعت مذكرة تفاهم أخرى في عام 2007 مع منظمة السياحة العالمية التابعة للأمم المتحدة، حيث أُعترف بشكل خاص بالبرامج المتعلقة بالسياحة التابعة لمؤسسة FEE.

## صندوق الغابات العالمي التابع لـلمؤسسة
باعتبارها منظمة تعمل على تعزيز التنمية المستدامة، أنشأت المؤسسة صندوق الغابات العالمي لتعويض انبعاثات ثاني أوكسيد الكربون الناجمة عن السفر. يستثمر هذا الصندوق غير الربحي 90% من دخله مباشرة في زراعة الأشجار وغيرها من جهود تعويض CO2 التي تدمج مع أنشطة التثقيف البيئي.

## صحفيون شباب من أجل البيئة
صحفيون شباب من أجل البيئة هو أحد برامج المؤسسة. شبكة دولية من الشباب في أكثر من 25 دولة، تعمل على الترويج لحلول القضايا البيئية من خلال الصحافة الاستقصائية.
على المستوى الوطني[أين؟]، يختار المشاركون القضايا البيئية المحلية للتحقيق فيها، بهدف إيصال المعلومات والحلول ذات الصلة إلى عامة الناس. يقوم الطلاب بإجراء تحقيقات صحفية حقيقية والإبلاغ عن النتائج التي توصلوا إليها في شكل مقال أو صورة فوتوغرافية/مقال مصور أو فيديو.
كما تقام مسابقة دولية سنويًا.

## البرامج
مؤسسة التعليم البيئي هي منظمة غير حكومية وغير ربحية تعمل على تعزيز التنمية المستدامة من خلال التعليم البيئي، وتنشط في خمسة برامج:
- العلم الأزرق.[7]
- المدارس البيئية.[8]
- التعلم عن الغابات (LEAF).[9]
- جرين كي انترناشيونال.[10]
- المدارس البيئية.

## روابط خارجية
- موقع إلكتروني
- البرامج نسخة محفوظة 11 أكتوبر 2021 على موقع واي باك مشين.
- المراسلون الشباب من أجل البيئة (YRE)